# Torwache der Marineschule Mürwik

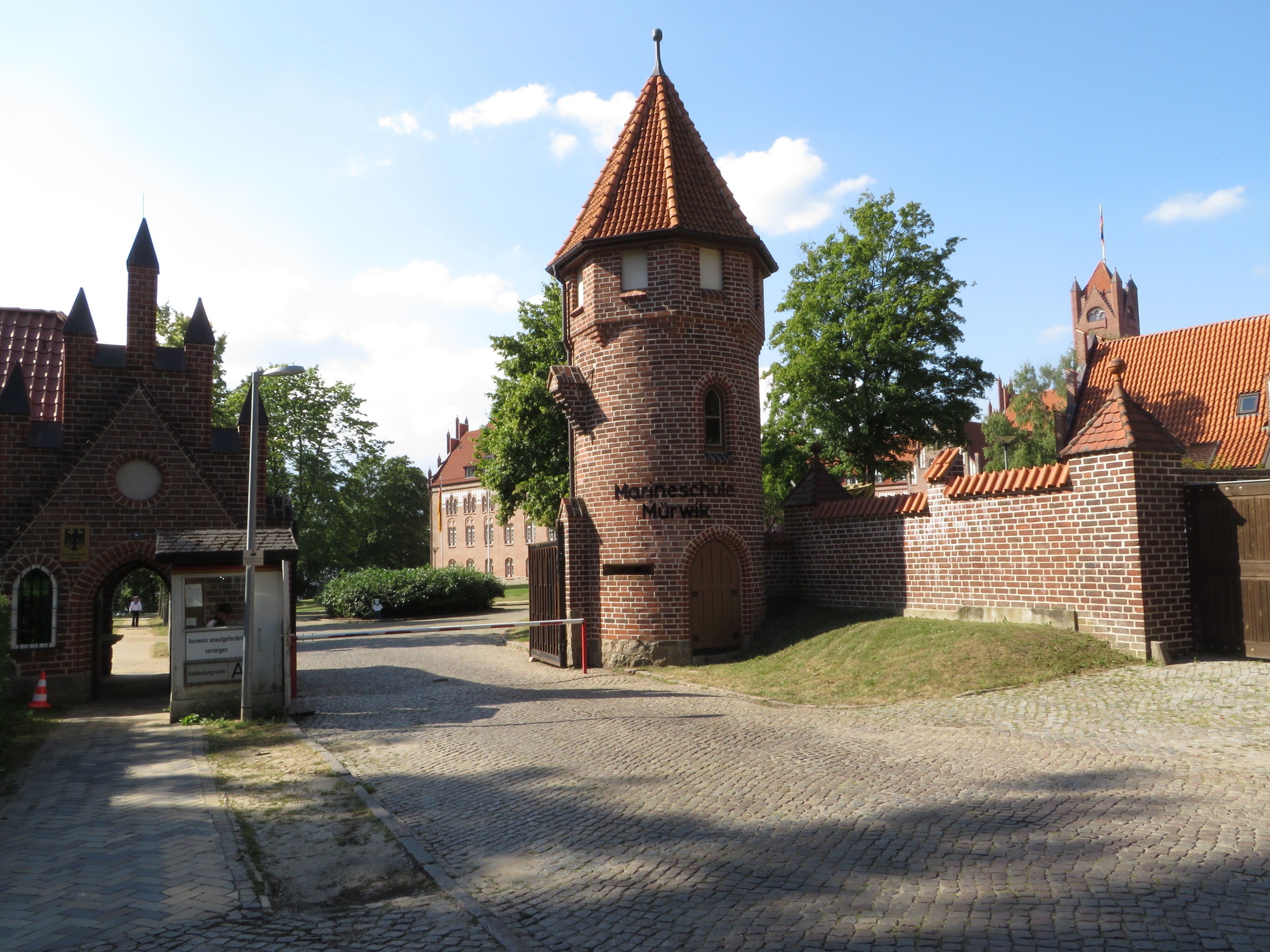
Torwache der Marineschule Mürwik

Die Torwache der Marineschule Mürwik befindet sich im Stadtteil Flensburg-Mürwik am Ende der Kelmstraße und dient der Kontrolle der Hauptzufahrtsstraße zur Marineschule Mürwik. Zusammen mit dem Wachturm und der Begrenzungsmauer gehört sie zu den Kulturdenkmalen des Stadtteils Mürwik.

## Hintergrund
Die Marineschule Mürwik wurde von 1907 bis 1910 errichtet. Am 10. November, kurz vor der Einweihung der Schule, schrieb die Direktion der Marineschule an die Neubauverwaltung: „1) Die Umfriedung des Gebäudes der Marineschule in der jetzigen Form ist gänzlich ungenügend. Es ist zur Zeit ausgeschlossen, allerlei lichtscheues Gesindel, liederliche Frauenzimmer und Unbefugte pp  am Betreten zu verhindern. Mit dem Wachsen der Fichtenbepflanzung wird die Kontrolle immer schwieriger, da eine Vermehrung der Wachposten wegen des geringen Mannschaftsetats unmöglich ist. 2) Bei dem jetzigen Zustand der Einfriedung kann es ferner als selbstverständlich angenommen werden, dass die Umwohner ihren Bedarf an Weihnachtsbäumen aus den Anpflanzungen decken werden. [...]“
An der südlichen Grundstücksgrenze beim Vorburgbereich mit dem Marinelazarett Flensburg-Mürwik wurde kurz darauf, vermutlich 1911/1912, die Torwache errichtet. Insbesondere ihr runder Wachturm zeigt einen deutlichen Bezug zur Ordensburg Marienburg im Osten. Das Fußgängertor, neben dem breiten Eingangstor auf der Straße, besteht aus einem fialengekrönten Treppengiebelmauerwerk. Der direkt dahinterliegende Anbau mit dem Arkadendurchgang wurde erst später im Jahr 1927 hinzugefügt, fügt sich aber vollständig ein.
Dem acht Meter hohen Wachturm schließt sich eine hohe Backsteinmauer mit Zwischenpfeilern an, die nach oben hin mit Dachziegeln abgeschlossen ist, wie dies auch beim Überrest der Flensburger Stadtmauer in der Flensburger Innenstadt bei der Nikolaikirche der Fall ist. Die aber aufwendigere Dachziegelgestaltung der Begrenzungsmauer in Mürwik orientiert sich jedoch ebenfalls an der Gestaltung der Marienburg. Der Ausbau dieser Begrenzungsmauer mit klarer Burgmaueroptik ist in diesem Bereich der Marineschule am stärksten fortgeschritten. Weitere angedachte Entwürfe zur Erweiterung der Marineschule, zeigen eine durchgehende Burgmauer zur Wasserseite, die an den Randbereichen vom Wasser weg, wehrhaft erhöht sein sollte. Auf Grund der Entwürfe ist anzunehmen, dass die Burgmauer das gesamte Areal umschließen sollte. Doch heute umschließen das restliche Gebiet nur transparente Drahtzäune und optisch anders gestaltetes Mauerwerk. Direkt hinter der Mauer bei der Torwache befinden sich seit Jahrzehnten Garagen. Wie lange die MSM-Garagen schon bestehen, ist unklar. Sie bestanden aber zumindest schon in den 1950er Jahren, denn sie wurden schon von der Zollschule Flensburg genutzt.

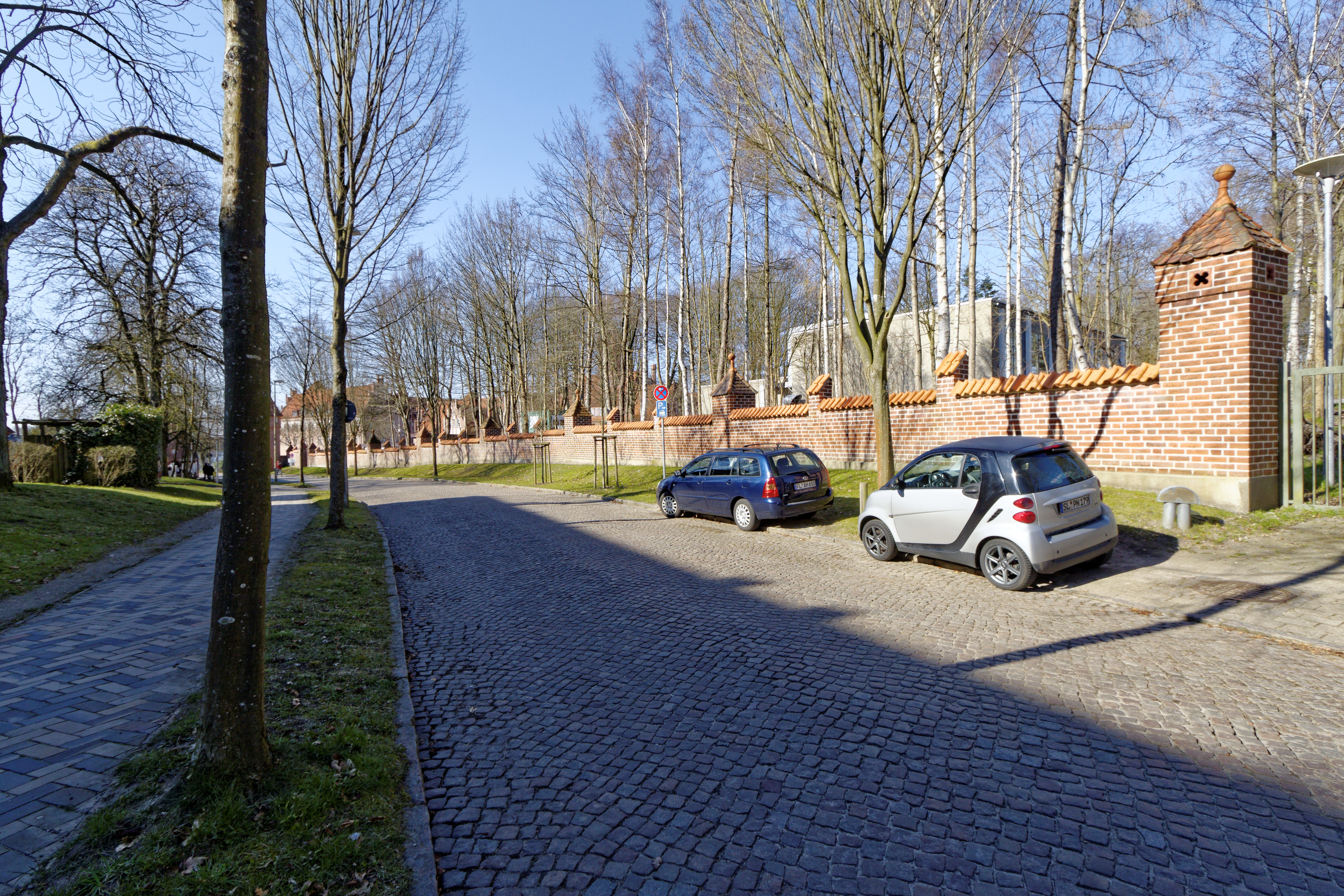
Die Kelmstraße mit der Mauer.
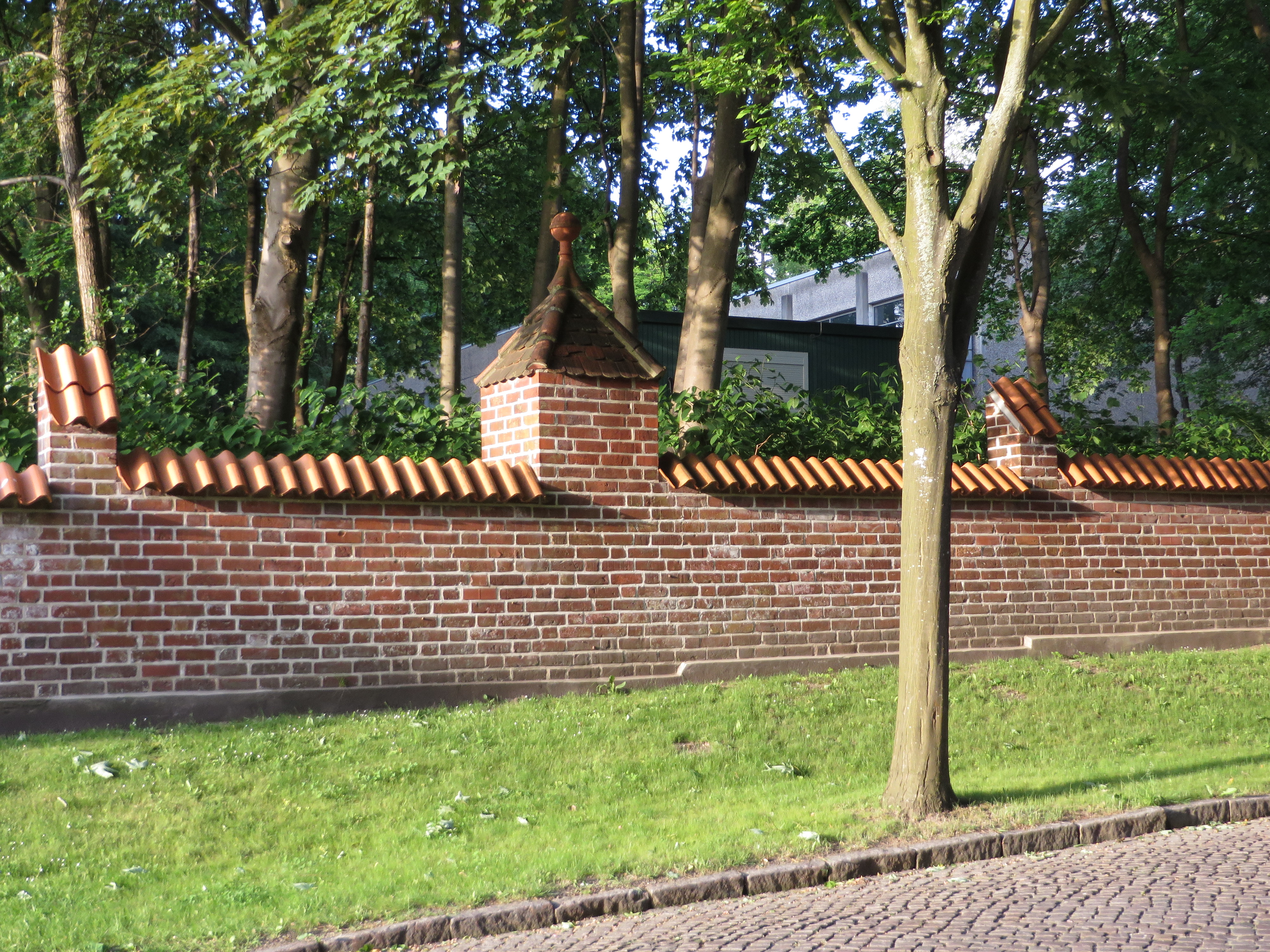
Die Mauer an der Torwache betrachtet.
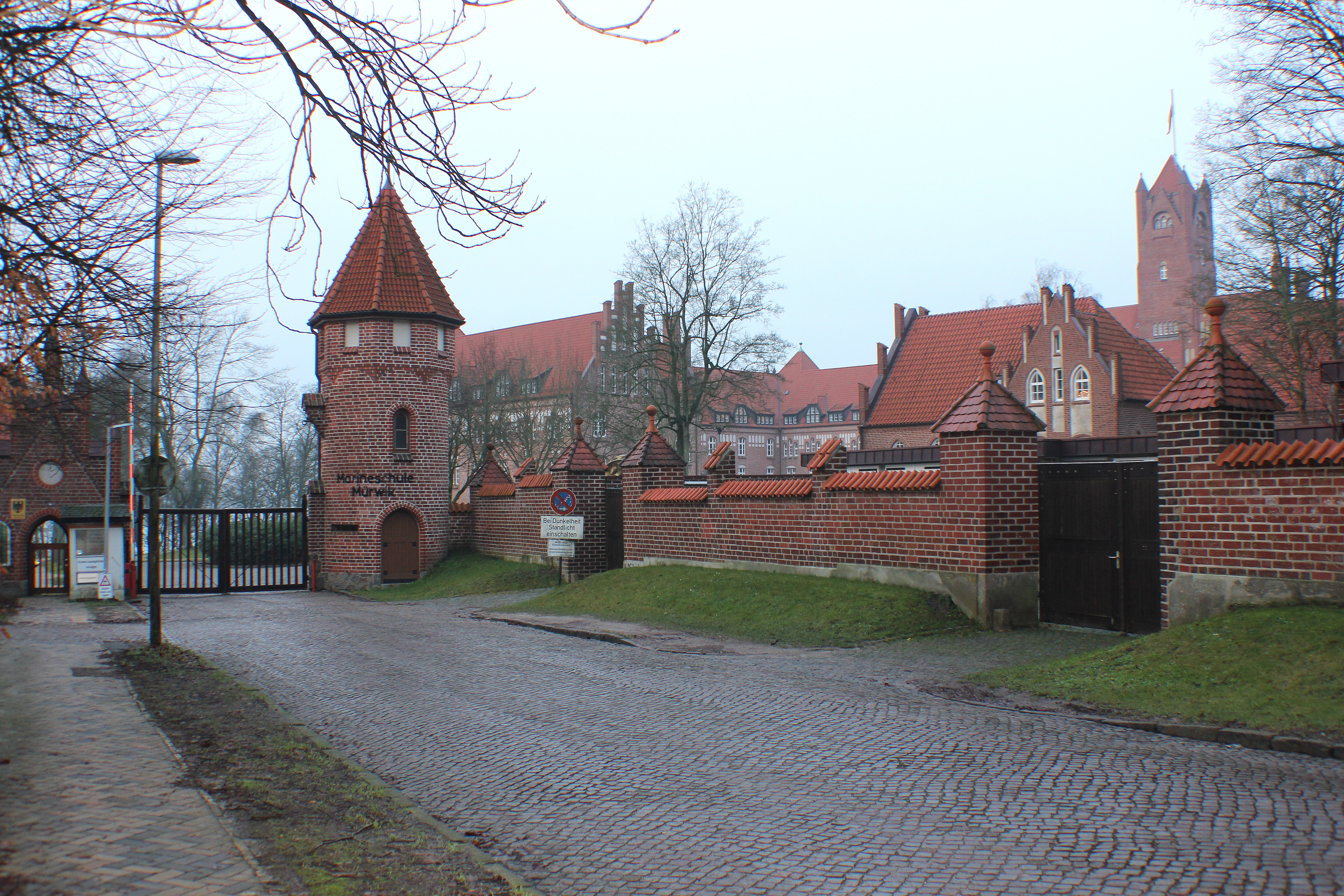
Das Ensemble zur Nacht.
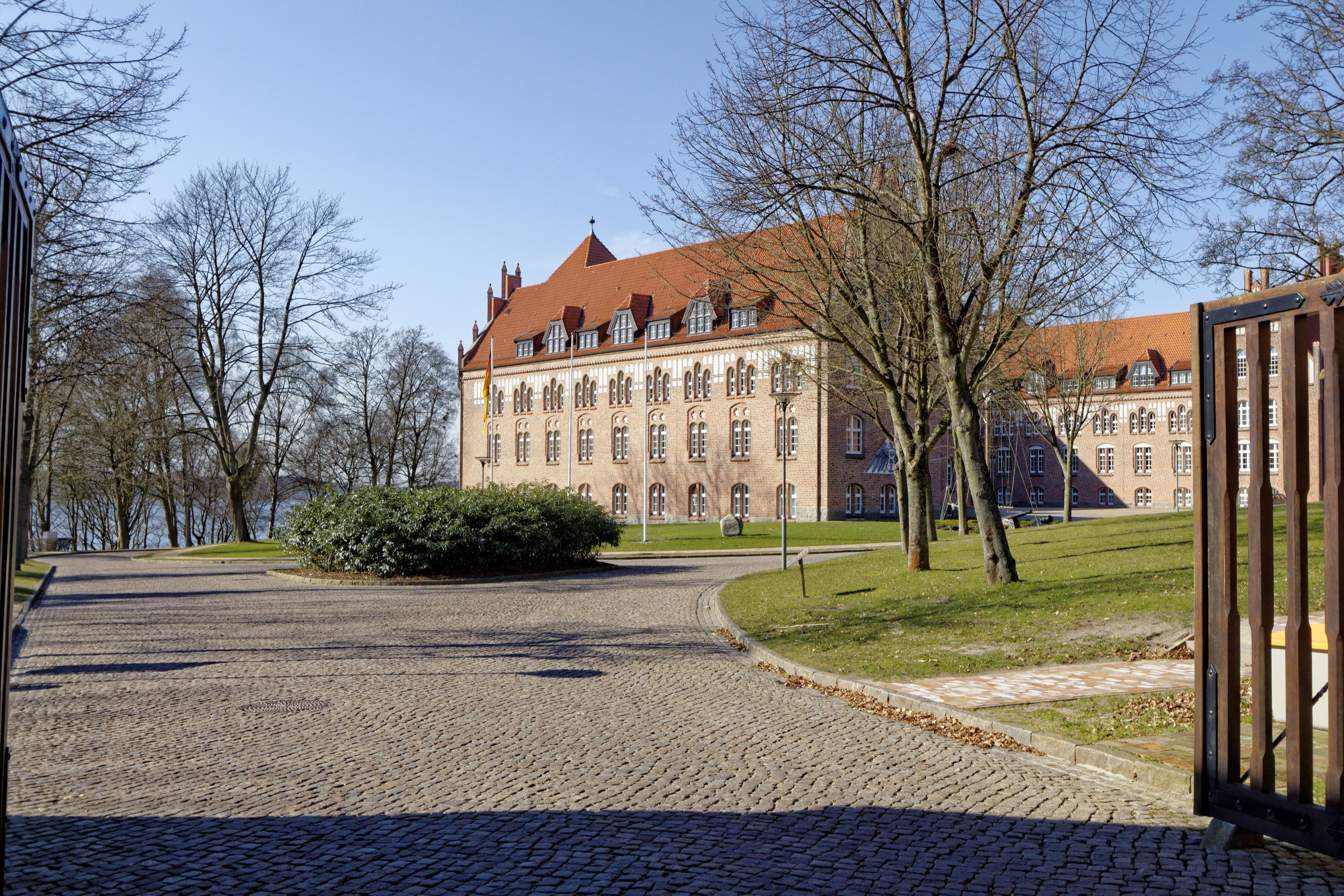
Blick durchs Eingangstor.
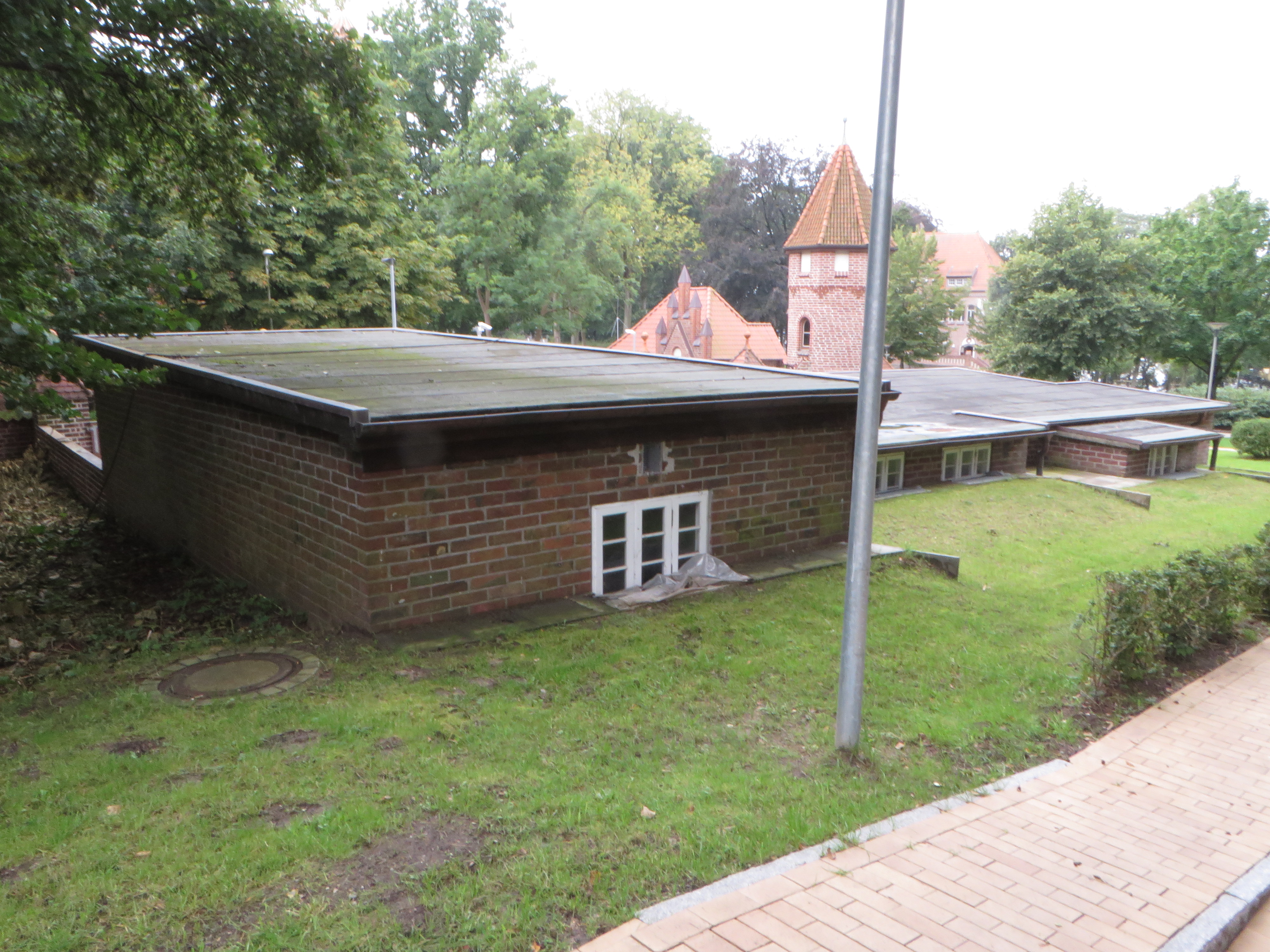
MSM-Garagen

## Weitere Tore der Marineschule

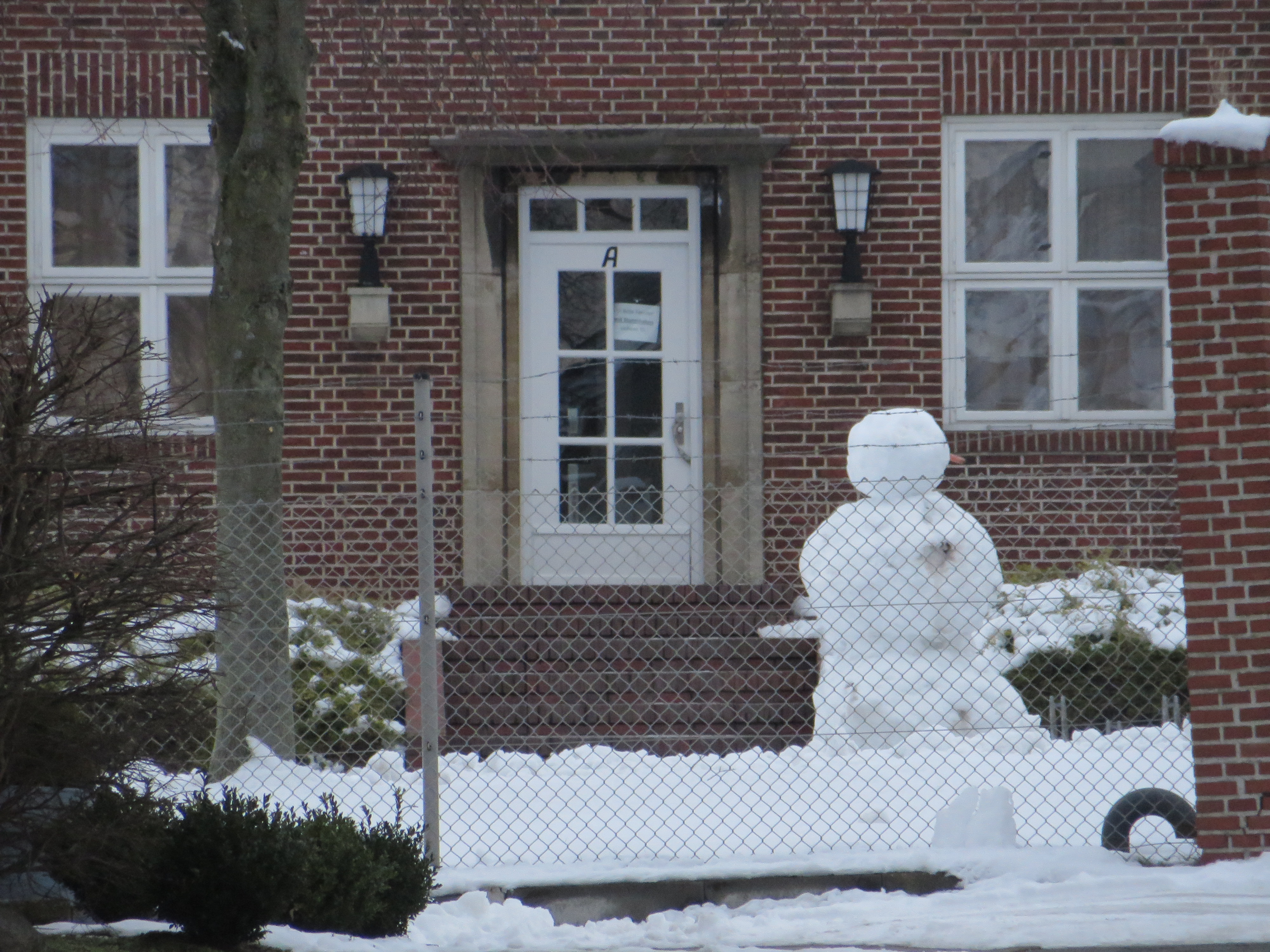
„Wachender“ Schneemann vor der Sportschule beim Tor IX.

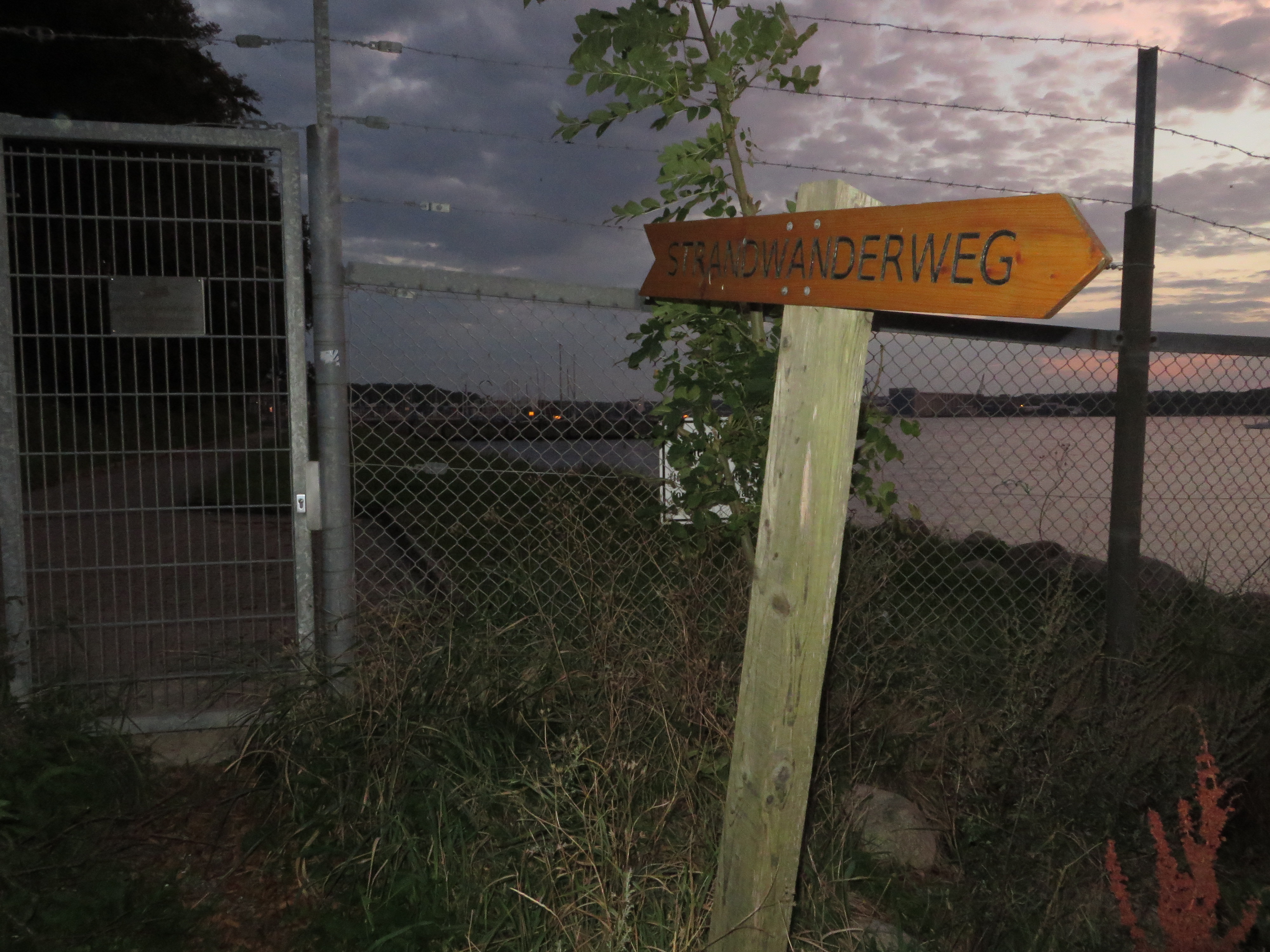
Tor II am Strandwanderweg bei Twedter Mark an einem Sommerabend 2014

Um 1902 war unweit der Marineschule, nördlich der Swinemünder Straße, bei der Torpedostraße das Torhaus der Torpedostation errichtet worden, das eine leichte Ähnlichkeit zum „Torhaus“ der Marineschule besaß. Das besagte Kasernentor existiert heute nicht mehr. — Ortsfremde vermuten heutzutage häufig, dass das Torgebäude der Nachrichtenschule aus den 1930er Jahren direkt zur Marineschule führen würde, dies ist aber falsch. Es gehört nicht zu den Toren der Marineschule (siehe auch Tor XII).
Des Weiteren existieren heute aber noch folgende Tore der Marineschule:
- Tor I: Beim Bootshafen der Marineschule nach Sonwik hin.
- Tor II: Am Rande des Bootshafens, an der Wasserkante Wasser, Richtung Twedter Mark.
- Tor III und IV: Am Rand des Trampedachlagers zum Unteroffiziersheim an der Straße Twedter Mark.
- Tor V: Am Rand des nordwestlichen Sportplatzes der Marinesportschule, zum sogenannten Agfa-Gelände.
- Tor VI: Am Rande des südöstlichen Sportplatzes der Marinesportschule, Hauptzufahrt zur Straße Twedter Mark.
- Tor VII, VIII: Weitere Nebentore bei der Marinesportschule zur Straße Twedter Mark
- Tor IX: Bei der Marinesportschule zur Fördestraße hin.
- Tor X: An der Kelmstraße, Zufahrt zu den Parkplätzen der Schule. Das Tor liegt kurz vor der Torwache (Tor XI)
- Tor XII: Tor unweit der Marine-Brücke, welche über den Fördewald-Wanderweg zur Nachrichtenschule führt.

Am Bootshafen befindet sich zudem das sogenannte Wassertor (siehe dort).

## Verschiedenes
- Die Torwache ist ein wesentlich selteneres Fotomotiv als die Marineschule von der Wasserseite.
- In den 1950er Jahren hatte ein Schuster seine Schusterei in der Torwache.